# Expédition contre Majorque et Minorque (1553)
Conflits algéro-hispaniques
L'expedition de Majorque et Minorque est une expédition maritime de la régence d'Alger menée par Salah Raïs en juin 1553. Elle est principalement dirigée contre Majorque mais vise également l'île de Minorque et les côtes espagnoles.  
Salah Raïs, part d'Alger avec une quarantaine de galères, de brigantins et de galiottes pour les côtes de Majorque. Après un raid sur les côtes de Minorque, Salah Raïs débarque a proximité de la petite ville d'Andratx avec un contingent de 1000 « maures ». Cependant sur terre l’expédition tourne rapidement au fiasco, en effet, les habitants et la garde de la ville se retranchent en attendant les renforts du vice-roi des Baléares et Salah Raïs, comptant investir la ville par surprise, n'a pas prévu de livrer un siège,.   
Il doit donc rembarquer après un pillage des environs et se dirige vers les côtes espagnoles où il rencontre et capture une escadre portugaise avec à son bord un prétendant wattasside, un certain Bou Hassoun.